# Verein (Liechtenstein)

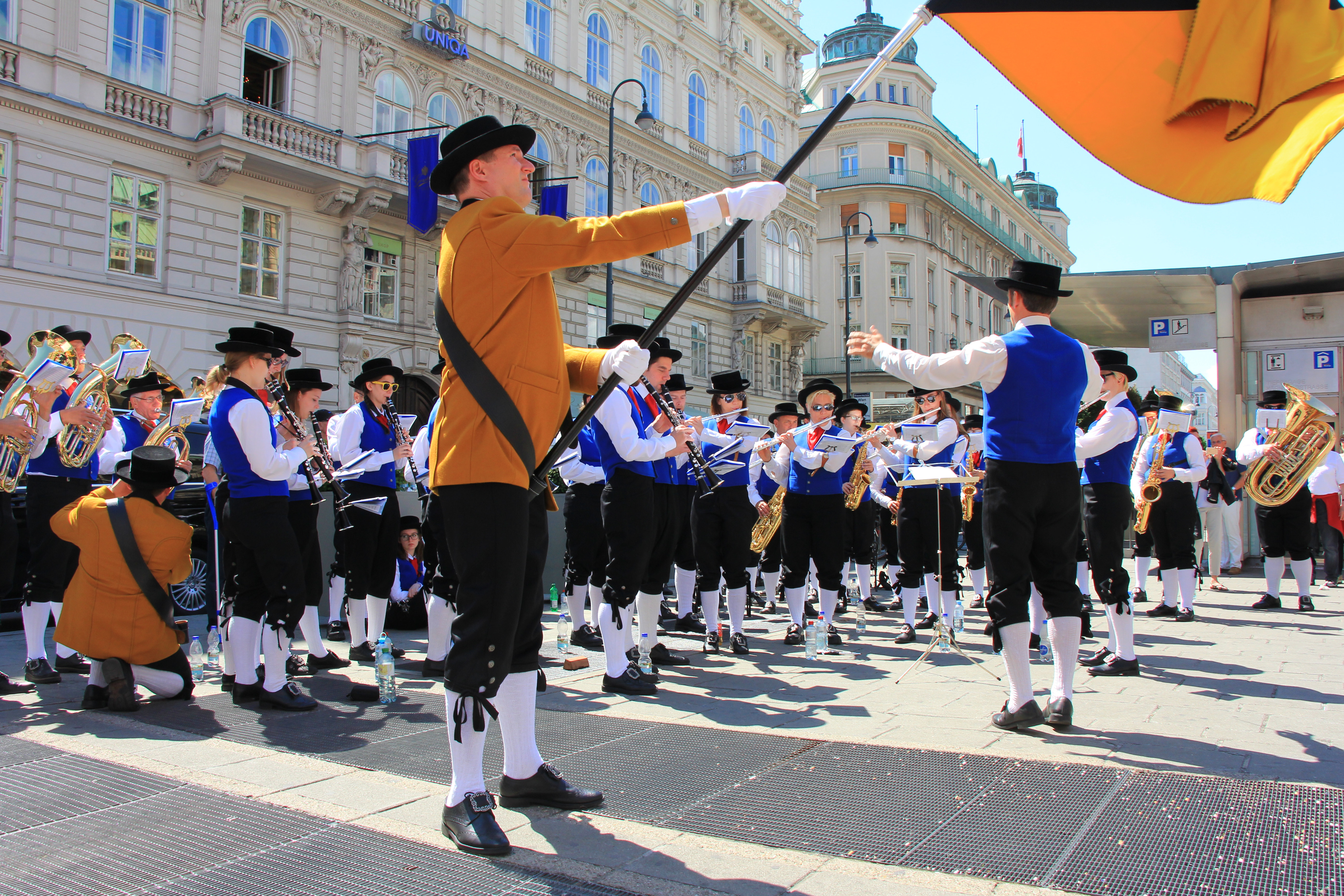
Musikverein Konkordia Mauren in Wien

Ein Verein ist ein Zusammenschluss von Personen mit gemeinsamen Zielen. In Liechtenstein weisen die Vereine eine grosse Bedeutung für das soziale, gesellschaftliche und kulturelle Leben aus. Viele der rund 30 000 Einwohner waren im Jahr 1996 in 530 Vereinen aktiv.

## Geschichte

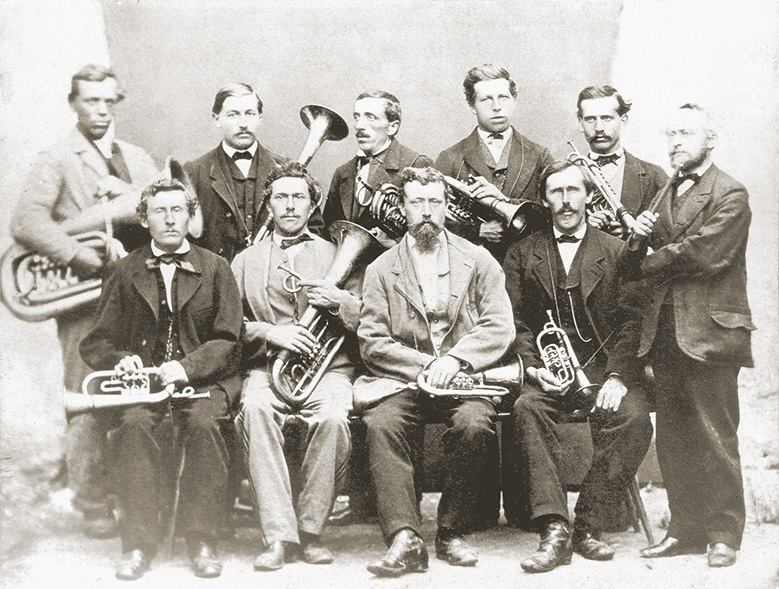
Harmoniemusik Vaduz, 1863 als «Vaduzer Blechmusik» gegründet

Die 1862 erlassene Verfassung ermöglichte es den Bewohnern des Landes, Vereine zu gründen. 1862 wurde in Triesen der erste Theaterverein gegründet. Bis 1921 entstanden zehn Blasmusikvereine und in fast allen Gemeinden Kirchenchor- oder Gesangvereine. Die Feuerwehren wurden ab 1867 als freiwillige Vereine organisiert. 1886 wurde in Vaduz der erste Turnverein gegründet. Von der katholischen Kirche initiiert entstanden im späten 19. und frühen 20. Jahrhundert die Marianischen Kongregationen und Jungmannschaften sowie die Frauen- und katholischen Müttervereine. Ab den 1930er-Jahren entstanden die Pfadfinder, die Fussball- und Skiclubs. Auf Landesebene wurde 1885 der Landwirtschaftliche Verein, 1901 der Historische Verein für das Fürstentum Liechtenstein und 1909 der Liechtensteiner Alpenverein gegründet.
Bis 1914 waren die Vereine Männerdomänen. Zudem wurden nach 1900 die meisten gemischten Kirchenchöre aufgelöst. Erst ab den 1960er-Jahren fanden Frauen Aufnahme in den Chören und Musikvereinen. In der ersten Hälfte des 20. Jahrhunderts war mancher Verein parteipolitisch durchdringt. So spalteten sich 1930 im Eschner Musikverein die Anhänger der Volkspartei und der FBP. 1946 erfolgte die Wiedervereinigung zur «Harmoniemusik».

## Vereinswesen heute

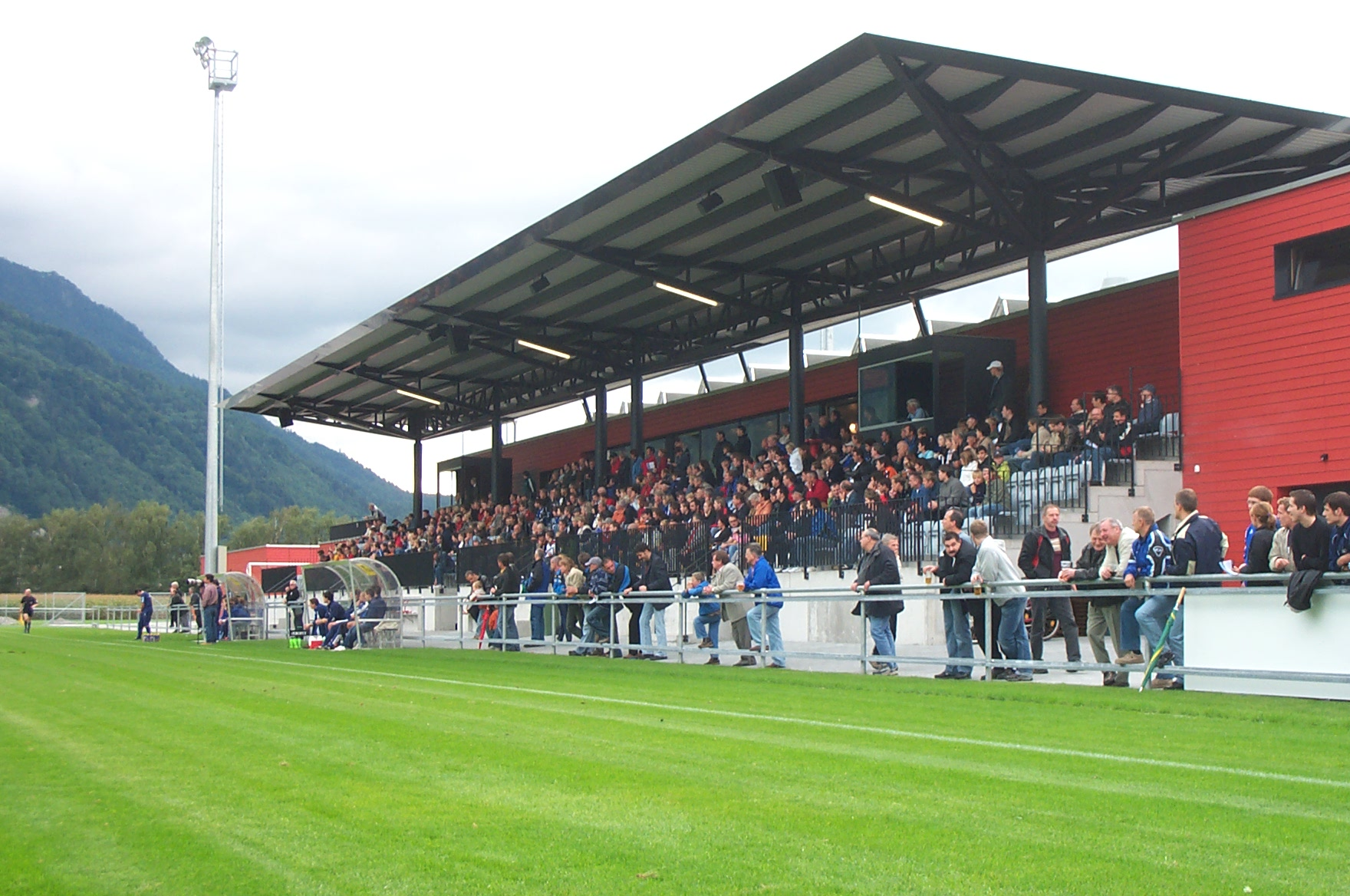
Zuschauer an einem Fussballspiel des USV Eschen-Mauren

Trachtenvereinigung Liechtenstein

Bei vielen Dorfvereinen haben das gesellige Vereinsleben grosses Gewicht. Vereine decken vor allem Sport, Kultur und soziales Engagement ab. Die ab der Mitte des 19. Jahrhunderts entstandenen Blasmusikvereine, die Kirchenchöre und die anderen Gesangvereine spielen bis heute in den einzelnen Gemeinden eine wichtige Rolle. Der Pflege des Brauchtums widmen sich Trachtenvereine, Funkenzünfte, der Verein der Krippenfreunde, Guggenmusiken und Narrenzünfte. Soziale Leistungen erbringen die Familienhilfen und die Samaritervereine. Besonders im Liechtensteiner Unterland sind viele Vereine gemeindeübergreifend.
Als Vereine organisiert sind politische Parteien sowie viele Verbände und berufsständische Organisationen, z. B. die Liechtensteinische Industrie- und Handelskammer.

## Rechtslage
Die Vereinsfreiheit ist von der Verfassung gewährleistet und in Art. 246 bis 260 des Personen- und Gesellschaftsrechts (PGR) von 1926 geregelt. Diese Bestimmungen sind dem schweizerischen Zivilgesetzbuch recht ähnlich. Im Gegensatz zur Schweiz ermöglicht das liechtensteinische Recht den Vereinen, auch ein nach kaufmännischer Art geführtes Gewerbe zu betreiben. Dafür ist bei der Regierung zur Vereinsgründung eine Bewilligung einzuholen und der Verein im Handelsregister einzutragen. Die Vereine können somit praktisch für dieselben Motive verwendet werden wie Aktiengesellschaften oder Gesellschaften mit beschränkter Haftung. Diese Einsatzmöglichkeiten der Rechtsform des Vereins sind aber bislang kaum ausgeschöpft worden.
Oberstes Organ eines Vereins ist die Mitgliederversammlung, die in regelmässigen Abständen einen Vorstand wählt. Anstelle einer Mitgliederversammlung ist auch eine Delegiertenversammlung möglich. Der Vorstand kann aus einem oder mehreren Mitgliedern oder Nichtmitgliedern bestehen, wobei es sich dabei auch um juristische Personen handeln kann. Bei Vereinen, die im Handelsregister eingetragen werden müssen, bildet auch die Kontrollstelle ein notwendiges Organ. Die Statuten können weitere Organe vorsehen, z. B. ein Schiedsgericht.
Der Verein haftet mit seinem Vereinsvermögen. Die Statuten können aber eine beschränkte Haftung oder eine beschränkte Nachschusspflicht für alle Mitglieder oder bestimmte Gruppen vorsehen.
Rechtlich von den Vereinen zu unterscheiden sind die Versicherungsvereine auf Gegenseitigkeit und die Hilfskassen, die in Art. 496 bis 527 PGR geregelt sind. Sogenannte kleine Versicherungsvereine behandelt das PGR in Art. 528 bis 533 und ergänzend das Vereinsrecht. Bei kleinen Versicherungsvereinen kann es sich um Werkspensionskassen oder Krankenkassen mit engbegrenzten Wirkungskreis, um Sterbe- oder Viehversicherungsvereine handeln.